# San Phra Phrom
San Phra Phrom (tiếng Anh: Erawan Shrine, tiếng Thái: ศาล พระ พรหม, phiên âm: Xan Bơ-la Bơ-lom) là một đền thờ Hindu giáo ở Bangkok, Thái Lan. Nó là một nhà tượng Phra Phrom, bên trong chứa bức tượng Brahma, ngài là 1 vị thần của Bà La Môn Giáo và Phật giáo Nguyên Thủy – tượng trưng cho vị thần Sáng tạo. Nơi đây còn là nơi diễn ra các hoạt động tôn giáo lớn và là điểm trình diễn múa Thái và là điểm tham quan hấp dẫn tại Bangkok.

## Vị trí
Đền thờ nằm trong khách sạn Grand Hyatt Erawan (do đó còn được gọi là điện thờ Erawan), tại Ratchaprasong giao điểm của đường Ratchadamri, quận Pathum Wan, Bangkok, Thái Lan. Nó gần ga Chitlom thuộc BTS, mà có một con đường đi bộ riêng nhìn ra đền thờ. Khu vực có nhiều trung tâm mua sắm gần đó, bao gồm cả Gaysorn, Central World và Amarin Plaza.

## Lịch sử
Erawan Shrine được xây dựng vào năm 1956 như là một phần của cơ quan chính phủ. Nó được xây dựng khi các truyền thuyết mà các tín đồ thêu dệt nên và nó được xây dựng đồng hành với khách sạn và được tu bổ nhiều lần.

## Miêu tả
Bức tượng Brahma chính trong đền thờ được xây dựng bởi Hội Mỹ thuật Thái vào ngày 9 tháng 11 năm 1956. Bức tượng có 4 mặt, tay cầm binh khí và nó đã được làm bằng plaster, trộn với một hỗn hợp của vàng, đồng và các kim loại. Ban đầu tượng được đúc khuôn và được làm hoàn toàn kim loại. Tượng kim loại gốc này được lưu giữ trong Bảo tàng quốc gia.
Bốn mặt của thần 4 mặt tượng trưng cho: - Tài Lộc - Công Danh - May Mắn -Hạnh Phúc

## Giá trị
Đền thờ được rất nhiều tín đồ tới cúng bái và chiêm ngưỡng, hiện tại, đền còn là nơi tham quan của du khách khi đến mua sắm tại các khu trung tâm.

## Hình ảnh

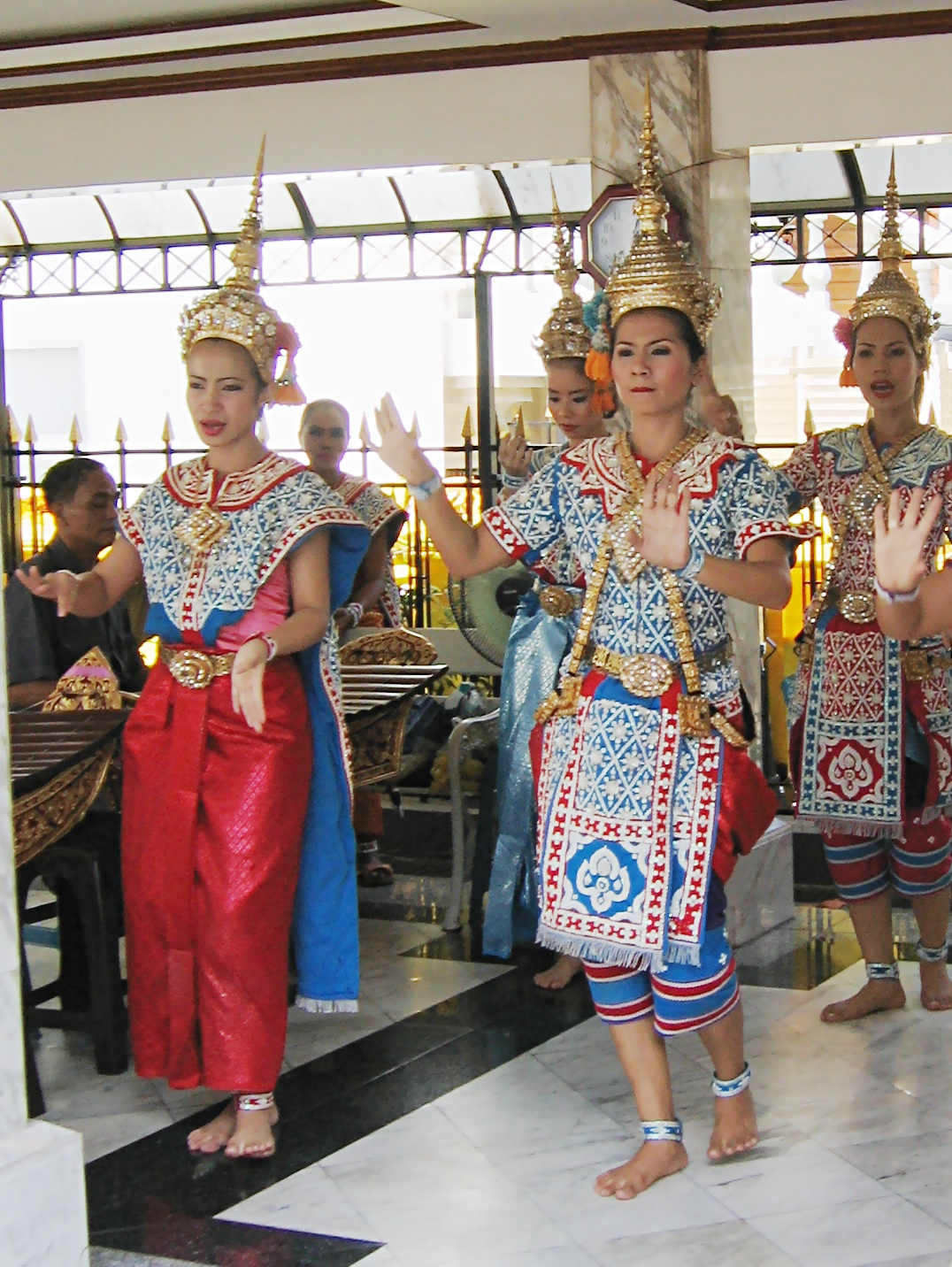
Buổi biểu diễn múa Thái tại đền
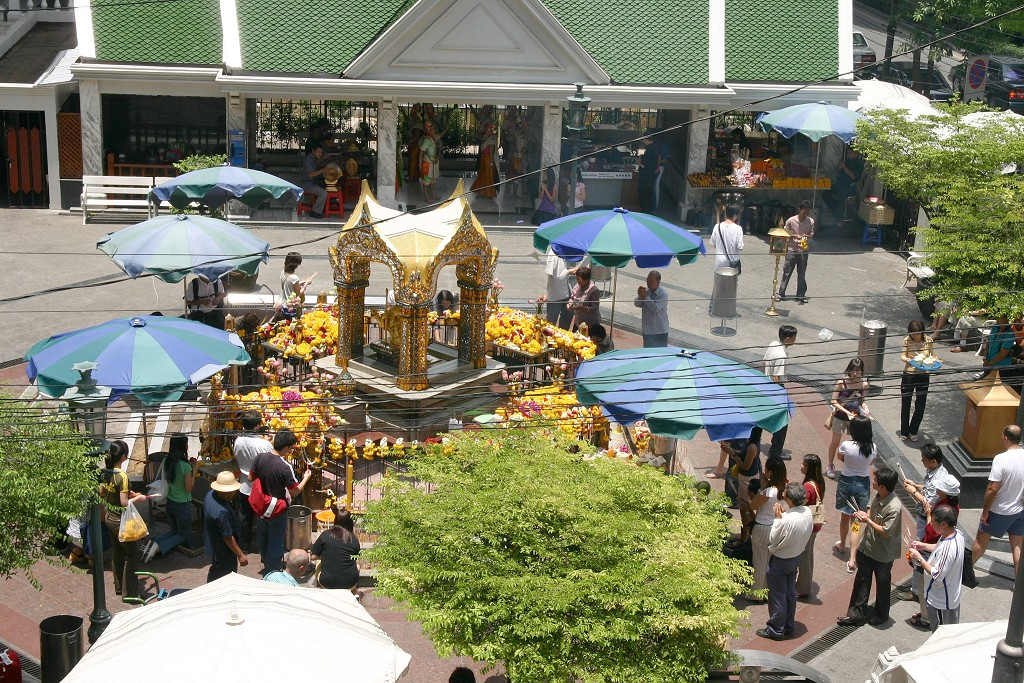
Erawan Shrine nhìn từ nhà ga
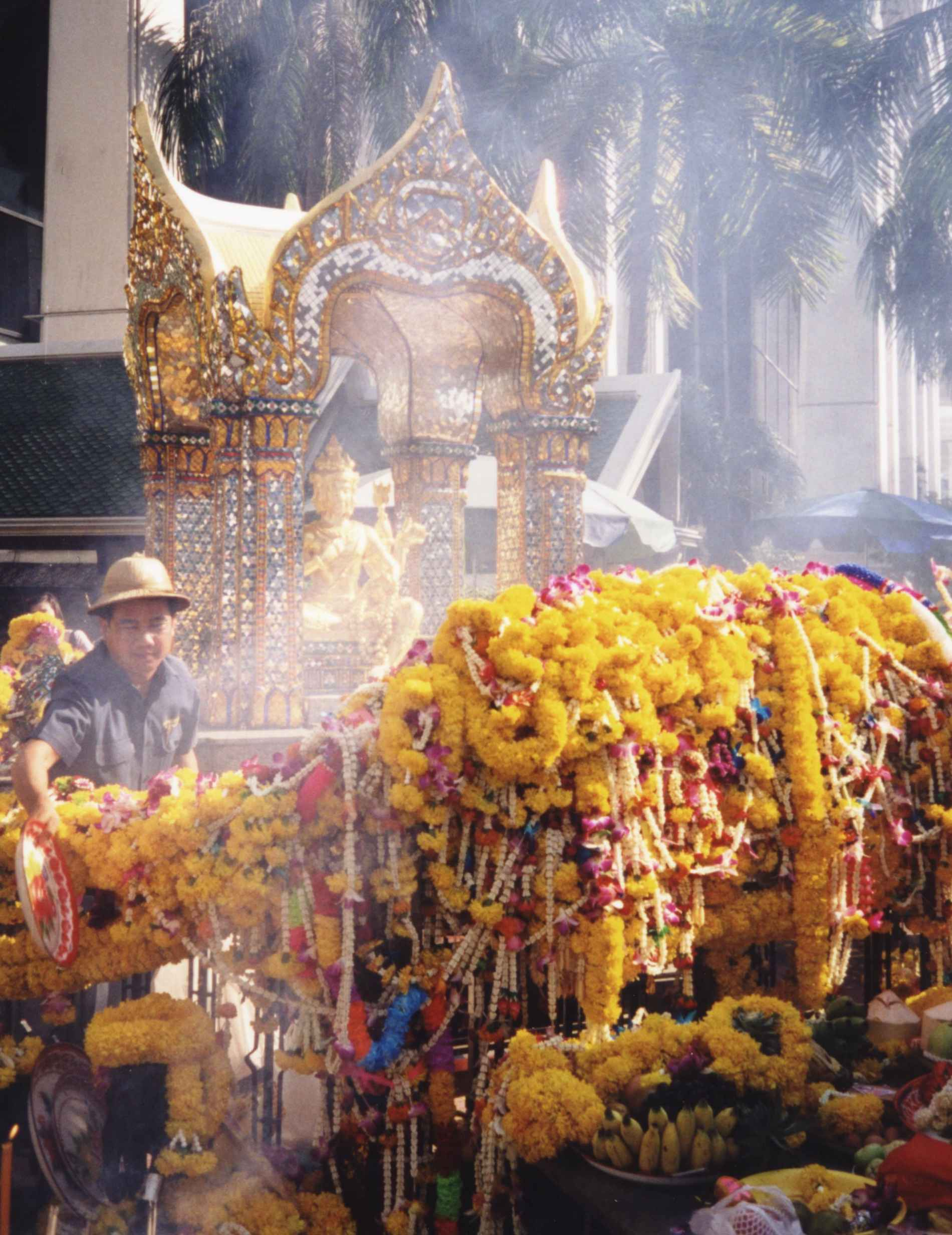
Hoa cúng của tín đồ
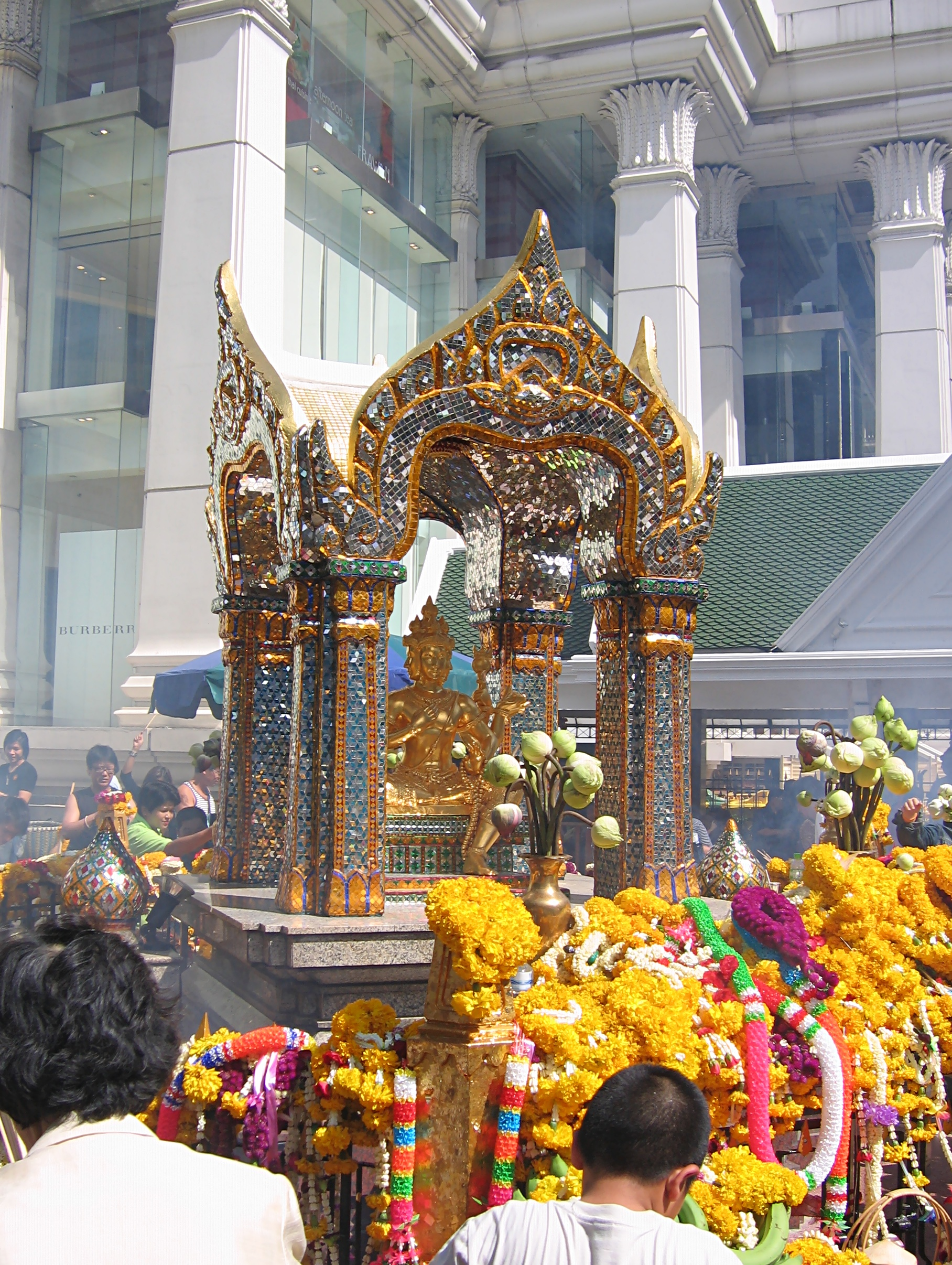
Đông đảo tín đồ đến với đền và cả du khách tham quan